# Office for Metropolitan Architecture

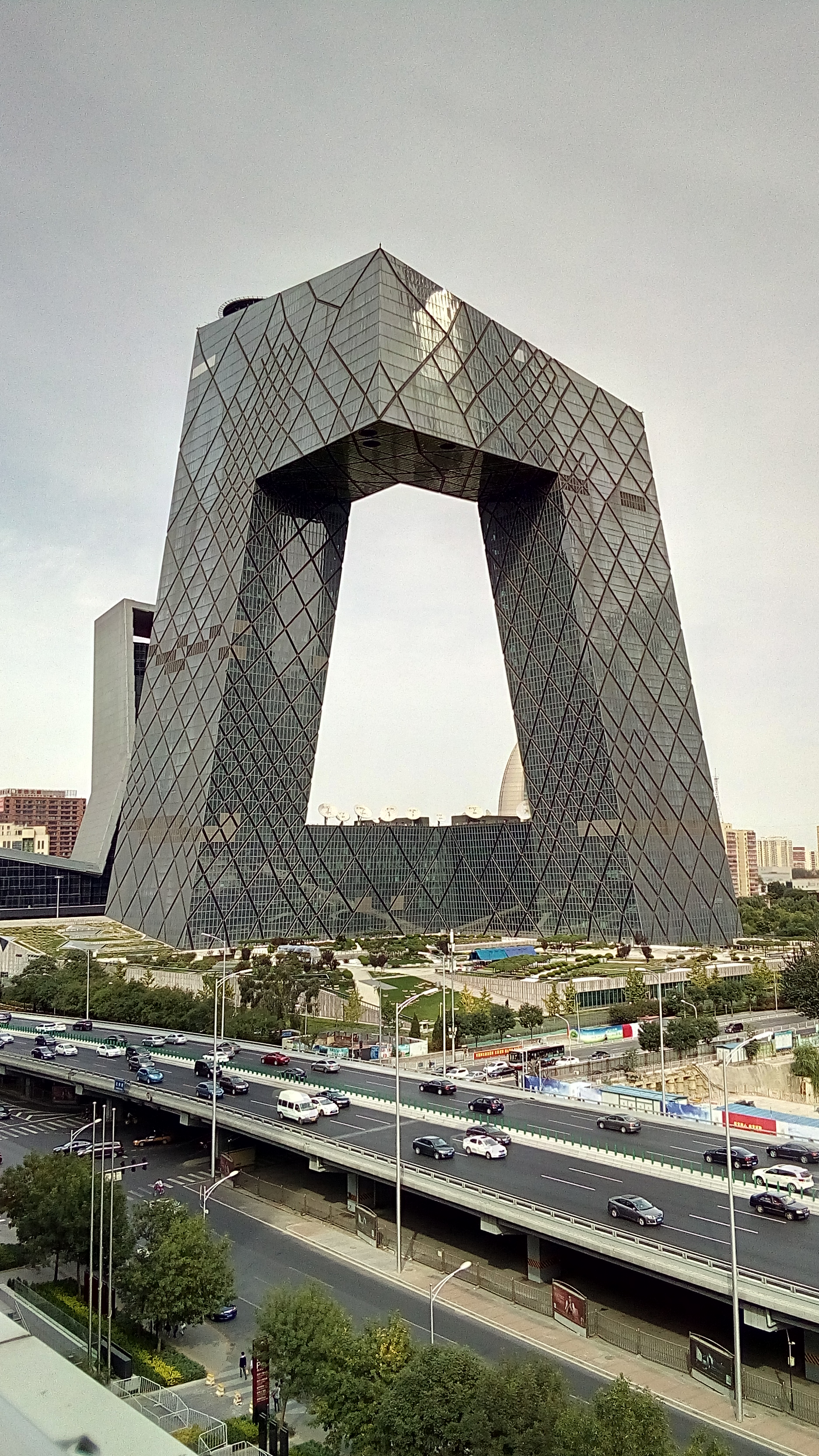
China Central Television Headquarters in Peking, 2012

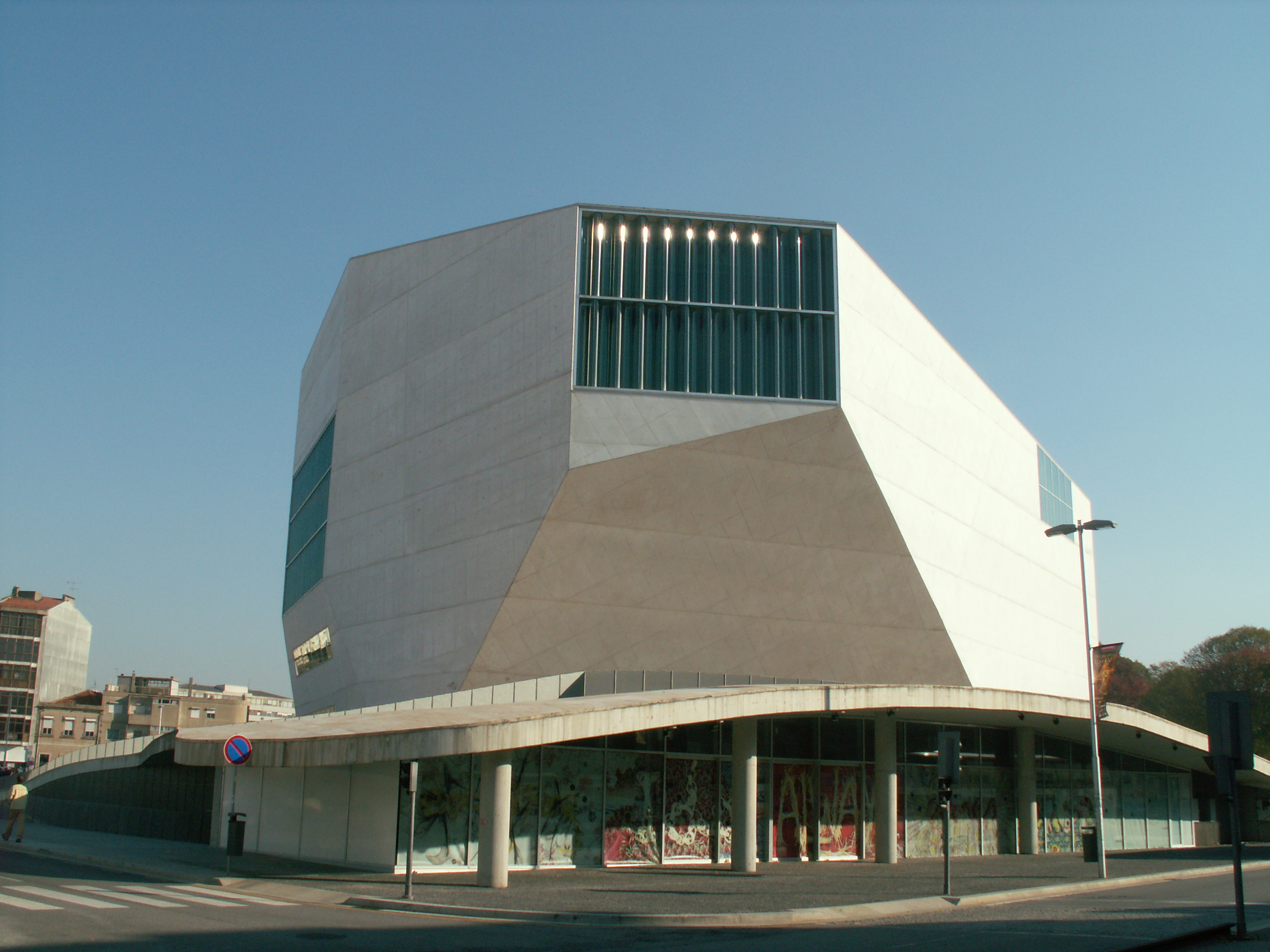
Konzerthaus Casa da Música in Porto, 2005

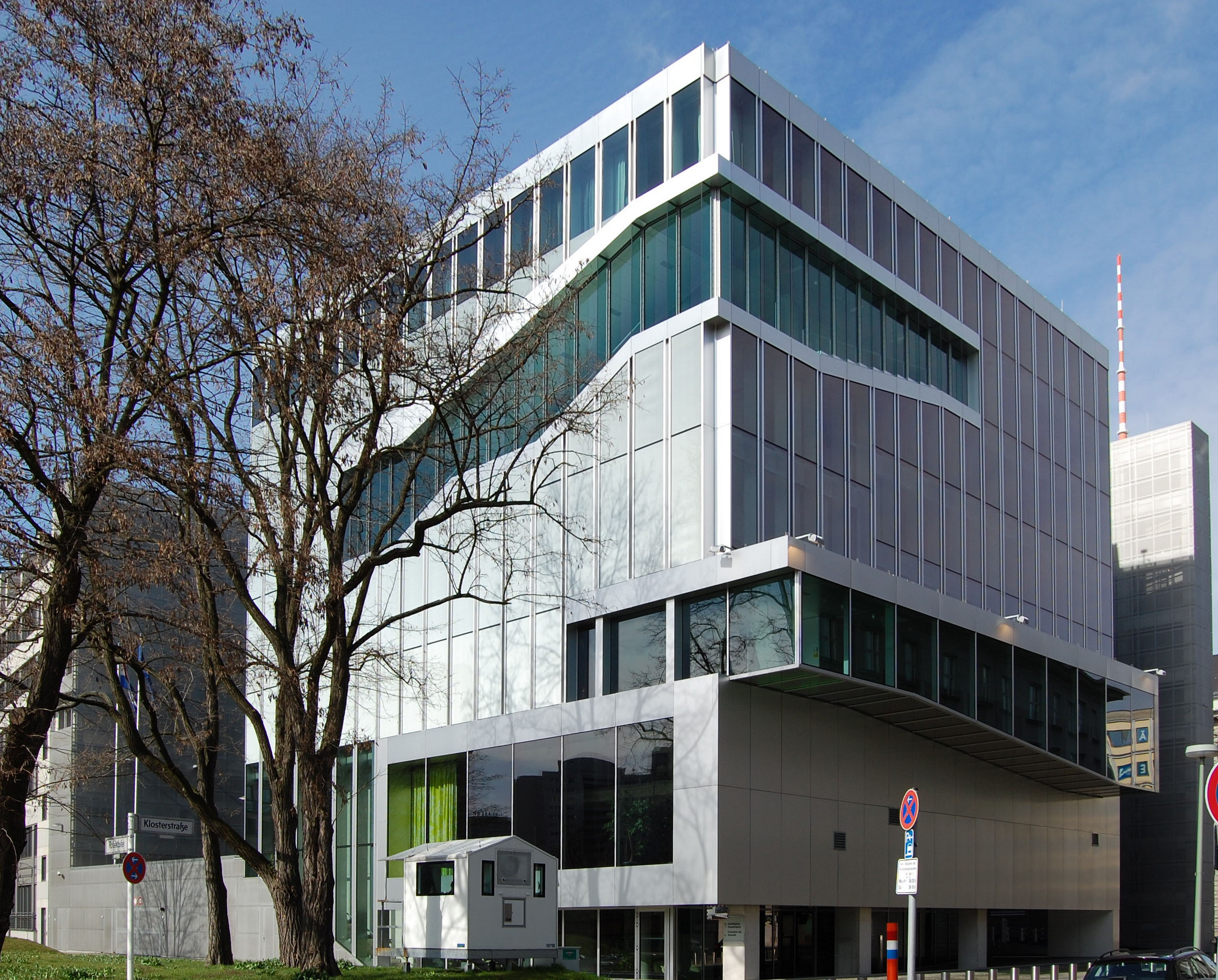
Niederländische Botschaft in Berlin, 2002

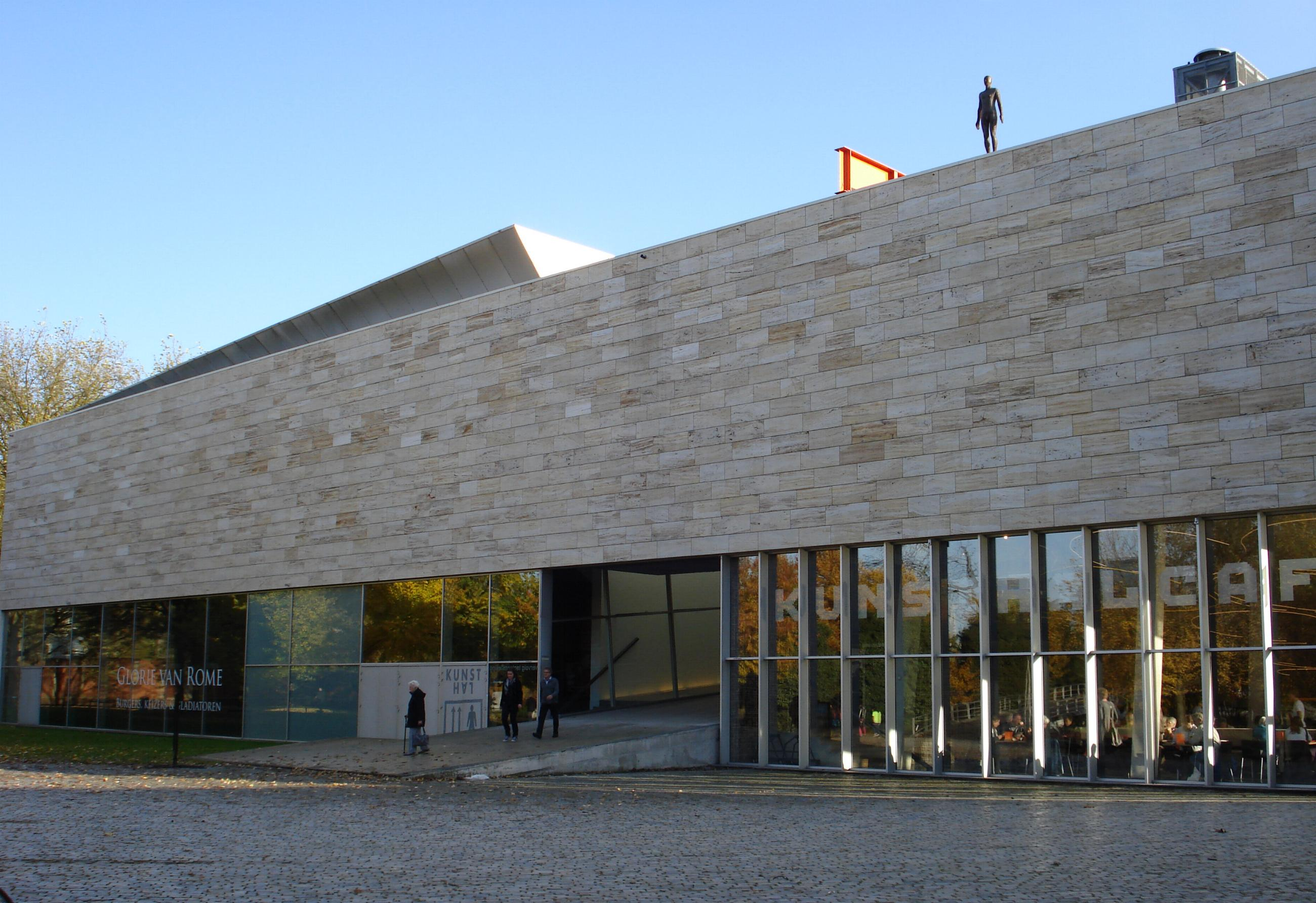
Kunsthal Rotterdam, 1993

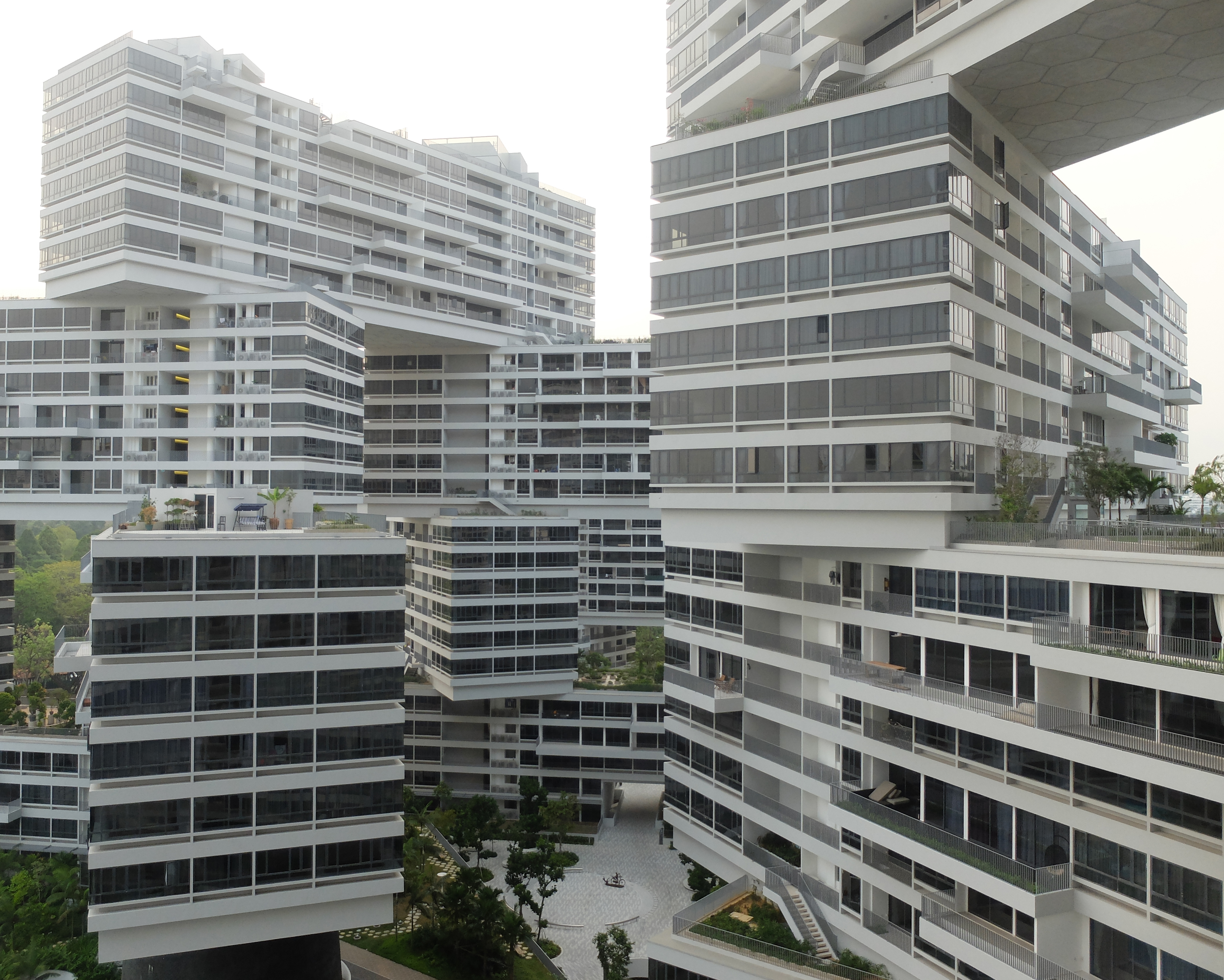
The Interlace in Singapur 2013

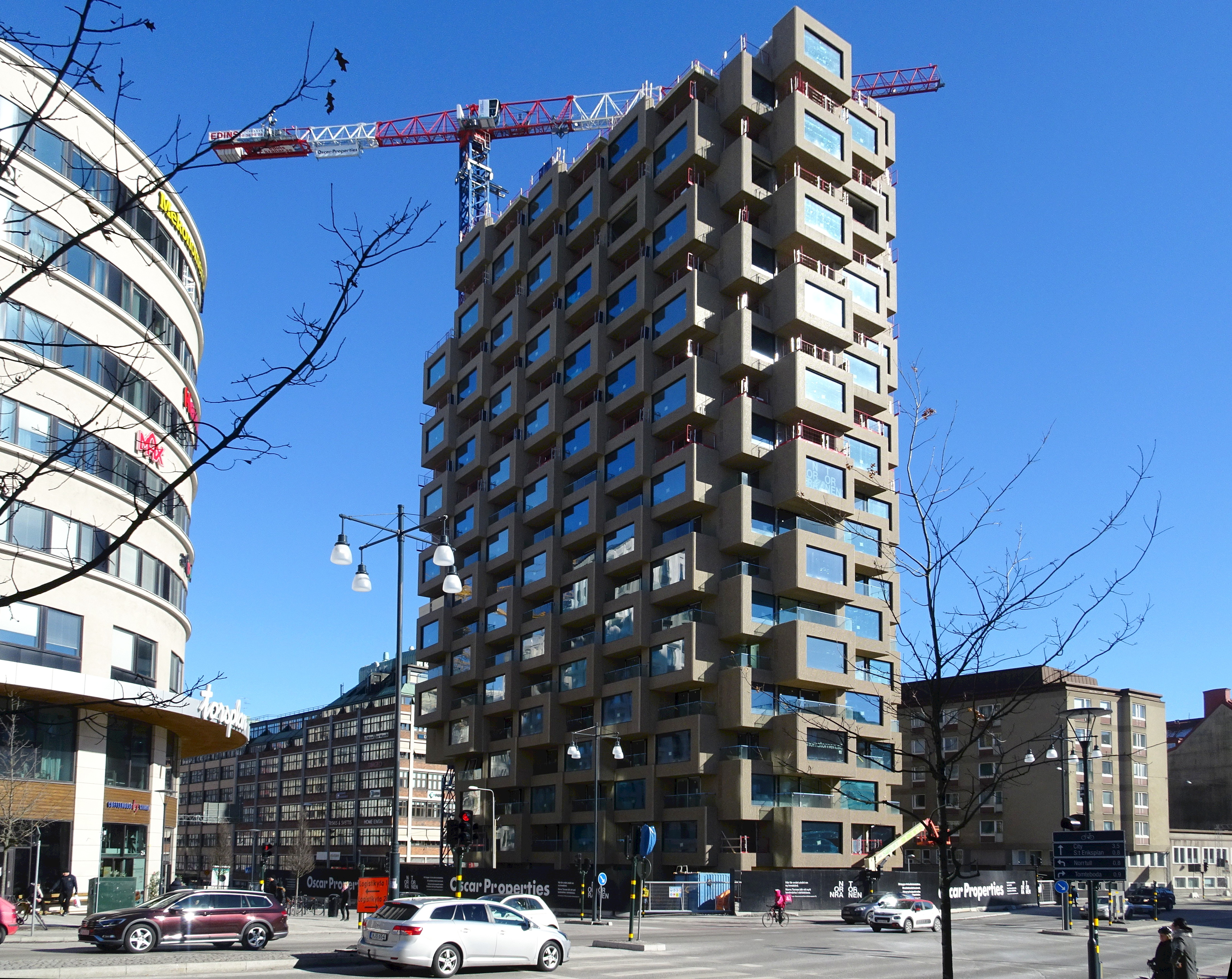
Norra Tornen in Stockholm (im Bau 2017–2020)

Das Office for Metropolitan Architecture (OMA) ist das in Rotterdam ansässige Architekturbüro. Gleichberechtigte Partner sind Rem Koolhaas, Reinier de Graaf, Shohei Shigematsu, Iyad Alsaka, Chris van Duijn, Jason Long und dem geschäftsführenden Gesellschafter und Architekten David Gianotten. OMA ist international tätig und gehört zu den renommiertesten Vertretern avantgardistischer zeitgenössischer Architektur. Angeschlossen an das Büro ist der Thinktank AMO, der Projekte jenseits von Architektur und Städtebau bearbeitet.

## Geschichte
Das Büro wurde 1975 von Elia Zenghelis, seinem damaligen Studenten Rem Koolhaas sowie Madelon Vriesendorp und Zoe Zenghelis gegründet. 1984 wurde der Hauptsitz des Büros nach Rotterdam verlegt. Zeitweise waren auch Zaha Hadid, Matthias Sauerbruch und Kees Christiaanse Partner des Büros. 1987 zog sich Elia Zenghelis aus dem Büro zurück. 2024 zog sich Ellen van Loon nach 26 Jahren zurück.

## Unternehmensstruktur
OMA ist als Zusammenschluss gleichberechtigter Partner organisiert. Die aktuellen Partner sind Rem Koolhaas, Reinier de Graaf, Shohei Shigematsu, Iyad Alsaka, David Gianotten, Chris van Duijn und Jason Long. Das Büro beschäftigt circa 290 Mitarbeiter aus 45 Ländern. OMA betreibt auch Büros in Doha (Katar), Hongkong, New York und Brisbane (Queensland, Australien). Zeitweise gab es auch ein Büro in Dubai.

## Architektur
Die Bauten und Projekte des OMA zeichnen sich durch ihre konzeptuelle Herangehensweise aus, bei sich den Entwürfen mit einer breiten Recherche, die in Diagrammen zusammengefasst sind und häufig direkt in die räumlichen Konzeptionen der Gebäude einfließen. Das Diagramm dient hierbei als visualisiertes Rechercheergebnis dazu die Komplexität der jeweiligen Aufgabenstellung auf ein konzeptionell verwertbares Maß herunterzubrechen. Es dient demzufolge nicht nur als Kommunikationsmittel, sondern wird von OMA bewusst im Entwurfsprozess eingesetzt, um Konzepte zu generieren.
Formal verbindet die früheren Arbeiten des Büros eine collagenartige Ideenweise, die oft gespickt ist mit architektonischen Zitaten der klassischen Moderne (so findet man zum Beispiel bei der Villa dall’Ava in Paris ironische Zitate auf Le Corbusiers ebenfalls in Paris gebaute Ikone Villa Savoye). Immer wiederkehrendes Element ist auch die räumliche Durchdringung, die Auflösung des starren Geschossbauens. Bei der Kunsthal in Rotterdam sind es schiefe Ebenen und Rampen, die die Geschosse miteinander verbinden, beim Maison a Floirac wird ein offener Aufzugsstempel, der an einer mehrere Geschosse hohen Bücherwand entlangfährt, zum zentralen räumlichen Element. Bei der Niederländischen Botschaft faltet sich eine Trajekt genannte Raumskulptur als Erschließung durch alle Geschosse, der Saal des Opernhauses von Porto wirkt wie durch die skulpturale Massivität des Gebäudes einfach hindurchgesteckt.

## Realisierte Bauwerke (Auswahl)
- 1987: Nederlands Dans Theater, Den Haag (abgerissen)
- 1987: Wohnhaus am Checkpoint Charlie, Internationalen Bauausstellung in Berlin[5]
- 1988 Euralille, Lille
- 1989–1990: Bushaltestelle mit Videobildschirm, Groningen
- 1993: Kunsthalle Rotterdam
- 1997: Educatorium, Utrecht
- 1991: Villa Dall’Ava, Saint-Cloud, Paris mit Yves Brunier und Petra Blaisse
- 1998: Wohnhaus, Floirac
- 1998: Nexus Housing, Fukuoka
- 1998: Prada-Epicenter Stores, Beverly Hills und New York
- 2002: Niederländische Botschaft Berlin
- 2002: Guggenheim Hermitage, Las Vegas
- seit 2002: Welterbe Zollverein, Essen[6][7]
- 2003: McCormick Tribune Campus Center (MTCC), Illinois Institute of Technology, Chicago
- 2004: The Seattle Public Library, Seattle
- 2005: Casa da Música, Porto, Portugal
- 2005: National University Museum of Art, Seoul, Südkorea
- 2005: Entwurf einer neuen Flagge für die Europäische Union (AMO, 2001–2005)
- 2001–2010: Masterplan Zeche Zollverein, Essen mit Agence Ter
- 2012: Central Chinese Television Headquarters[8]
- 2013: The Interlace, Singapur
- 2015: Fondazione Prada, Mailand
- 2016: Timmerhuis, Rotterdam[9]
- 2016: Fondaco dei Tedeschi, Venedig

## Auszeichnungen und Preise
- 2004: RIBA Gold Medal
- 2005: Mies van der Rohe Preis für Botschaft der Niederlande Berlin

## Ehemalige Mitarbeiter
- Amale Andraos
- Kees Christiaanse
- Julien De Smedt
- Jeanne Gang
- Romina Grillo
- Mike Guyer
- Zaha Hadid
- Bjarke Ingels
- Andreas Kofler
- Ellen van Loon
- Winy Maas und Jacob van Rijs
- Philipp Oswalt
- Matteo Poli
- Christian Rapp
- Matthias Sauerbruch
- Ole Scheeren
- Alejandro Zaera-Polo

## Publikationen (Auswahl)
- OMA and Bruce Mau, S M L XL, Monacelli Press, New York 1995, ISBN 978-1-885254-01-6
- OMA, Content, Taschen Verlag, Köln 2004, ISBN 978-3-8228-3070-3
- OMA, What is OMA? Considering Rem Koolhaas and the Office for Metropolitan Architecture, NAi Publishers, Rotterdam 2004, ISBN 978-90-5662-349-4
- OMA and Francois Chaslin, The Dutch Embassy in Berlin by OMA/Rem Koolhaas, NAi Publishers, Rotterdam 2004, ISBN 978-90-5662-356-2
- Koolhaas, Rem, Delirous New York – Ein retroaktives Manifest für Manhattan, Aachen 1999, ISBN 978-3-931435-00-4
- Koolhaas, Rem (Hg.); u. a., Colours, Birhäuser Basel, 2001, ISBN 978-3-7643-6569-1
- Koolhaas, Rem; Kwinter, Sanfort; u. a.(Hg.) Mutations, Actar Barcelona 2001, ISBN 978-84-95273-51-2